# Miriam Nagl
Miriam Suely Nagl (Curitiba, 22 de janeiro de 1981) é uma jogadora profissional de golfe brasileira, que joga nos torneios do Ladies European Tour.
Filha de alemães, tornou-se profissional em 2001 e representou Brasil na competição feminina de golfe nos Jogos Olímpicos de Verão de 2016, realizados na cidade do Rio de Janeiro. Terminou sua participação em vigésimo segundo lugar no jogo por tacadas.
Reside em Berlim, na Alemanha.